# Studham
Studham är en civil parish i Storbritannien.   Den ligger i kommunen Central Bedfordshire i riksdelen England, i den södra delen av landet, 40 km nordväst om huvudstaden London.